# Timmerhuis
Het Timmerhuis (vroeger Stadstimmerhuis) is een gebouwencomplex in de wijk Stadsdriehoek in het centrum van Rotterdam. Het gebouw is een combinatie van wederopbouwarchitectuur door gemeentearchitect J.R.A. Koops en hedendaagse architectuur van het architectenbureau OMA.

## Geschiedenis
Een stadstimmershuis is het kantoor van de gemeentedienst die zich met bouwen bezighoudt, vernoemd naar het beroep van stadstimmerman - later stadsarchitect of stadsbouwmeester. Een eerder stadstimmerhuis in Rotterdam bevond zich aan het Haringvliet, maar werd verwoest in de Tweede Wereldoorlog. Daarop, van begin jaren 40 tot 1953, was het stadstimmerhuis als noodgebouw gelegen bij de veemarkt, tussen de Warande en de Goudse Rijweg, aan de Boezemweg. Ook na 1953 bleef dit noodgebouw nog in gebruik. In 1947 ontwierp gemeentearchitect J.R.A. Koops het nieuwe Stadstimmerhuis, oorspronkelijk bedacht als een langgerekt gebouw aan het Haagseveer met haaks daarop vier vleugels. Uiteindelijk werd slechts een van de vier vleugels gerealiseerd: die aan de Meent. Op die manier ontstond een L-vormig kantoorgebouw aan de Meent en het Haagseveer. De bouw ervan vond plaats tussen 1950 en 1953; het was een van de eerste grotere gebouwen die na het bombardement opgetrokken werd in het lege centrum van Rotterdam.
In 1953 werd het gebouw opgeleverd en huisvestte het Gemeentewerken en vier technische afdelingen. Vanaf deze plek zou de wederopbouw van Rotterdam geleid worden.

## Architectuur

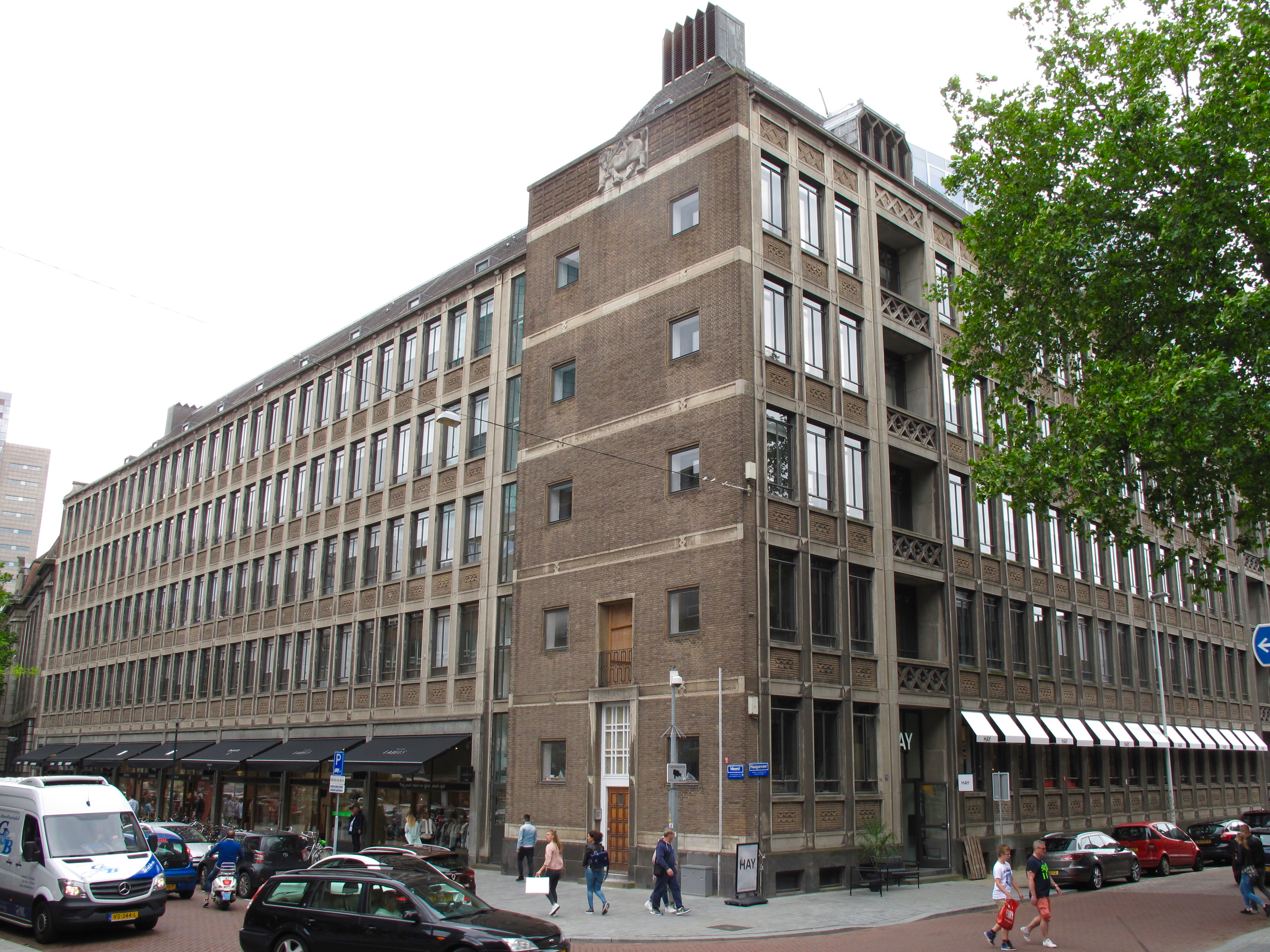
Stadstimmerhuis aan de Meent

Het Stadstimmerhuis van Koops is een strak en ritmisch gebouw, uitgevoerd in beton met baksteen en natuurstenen details. Het is voorzien van puntdaken en schoorstenen, waardoor het een traditionalistische uitstraling heeft. Maar het werd ook als vooruitstrevend beschouwd, door het betonskelet, het flexibel ventilatiesysteem en de zelfbedieningsliften. Tussenwanden in de kantoorruimtes zijn verplaatsbaar. Aan de Meent bevindt zich een 'levende plint' met stalen en glazen winkelpuien. De kopgevels zijn voorzien van reliëfs in graniet. Daar hangt ook een bronzen plaquette ter ere van ir. Cornelis van Traa - stadsarchitect van de wederopbouw tussen 1940 en 1964 - naar een ontwerp van Cor van Kralingen.
Het gebouw werd in 2000 gemeentelijk monument en is uitgebreid gerestaureerd.

## Uitbreiding
Een uitbreiding van het Stadstimmerhuis, binnen de L-vorm, in de jaren 1970, naar ontwerp van Ronald Gill, werd reeds in 2011 gesloopt. In 2009 werd voor een nieuwe vleugel een meervoudige architectuuropdracht uitgeschreven, waar vijf architectenbureaus aan deelnamen (Claus en Kaan, Mecanoo, Meyer en Van Schooten, OMA en SeARCH). Het ontwerp van OMA werd door een vakjury geselecteerd, en wordt beschreven als 'een vormeloze hoop pixels', 'een gebouw als een soort wolk'. Het is een geheel van witte, glazen kubussen, een ver uitkragende staalconstructie op twee stalen poten.

Het nieuwe complex, het Timmerhuis, werd geopend op 11 december 2015. Het bevat kantoren, 91 appartementen, een ondergrondse parkeergarage en huisvest Museum Rotterdam. Het oude L-vormige gebouw is er in geïntegreerd. De uitbreiding omvat twee torens, bestaand uit trapvormig teruglopende woonverdiepingen met dakterrassen. Op het gelijkvloers bevindt zich tussen de torens een atrium met een publiek toegankelijke voetgangerspassage die het Haagseveer met het Rodezand verbindt.

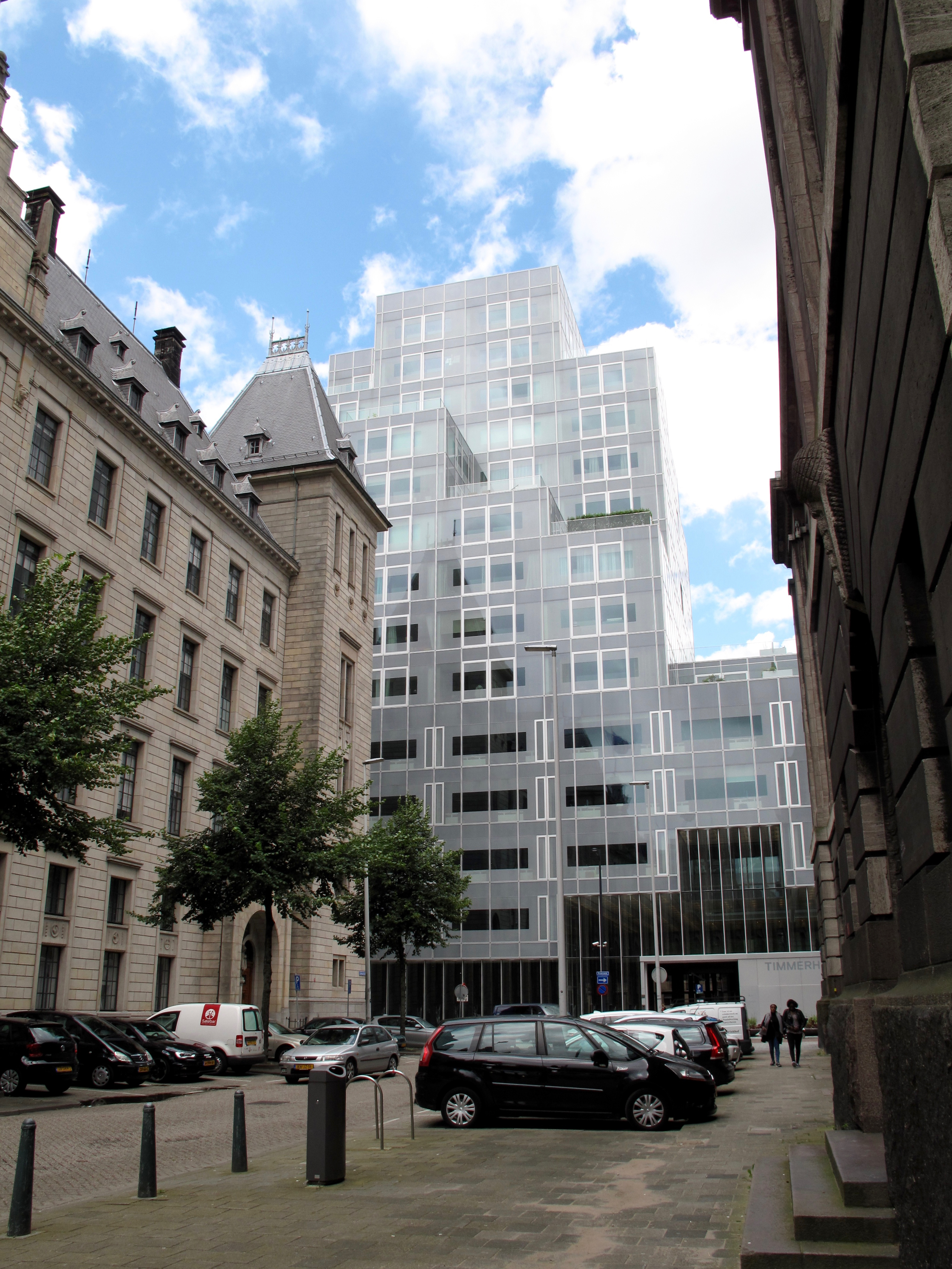
Noordelijke toren vanaf de Stadhuisstraat
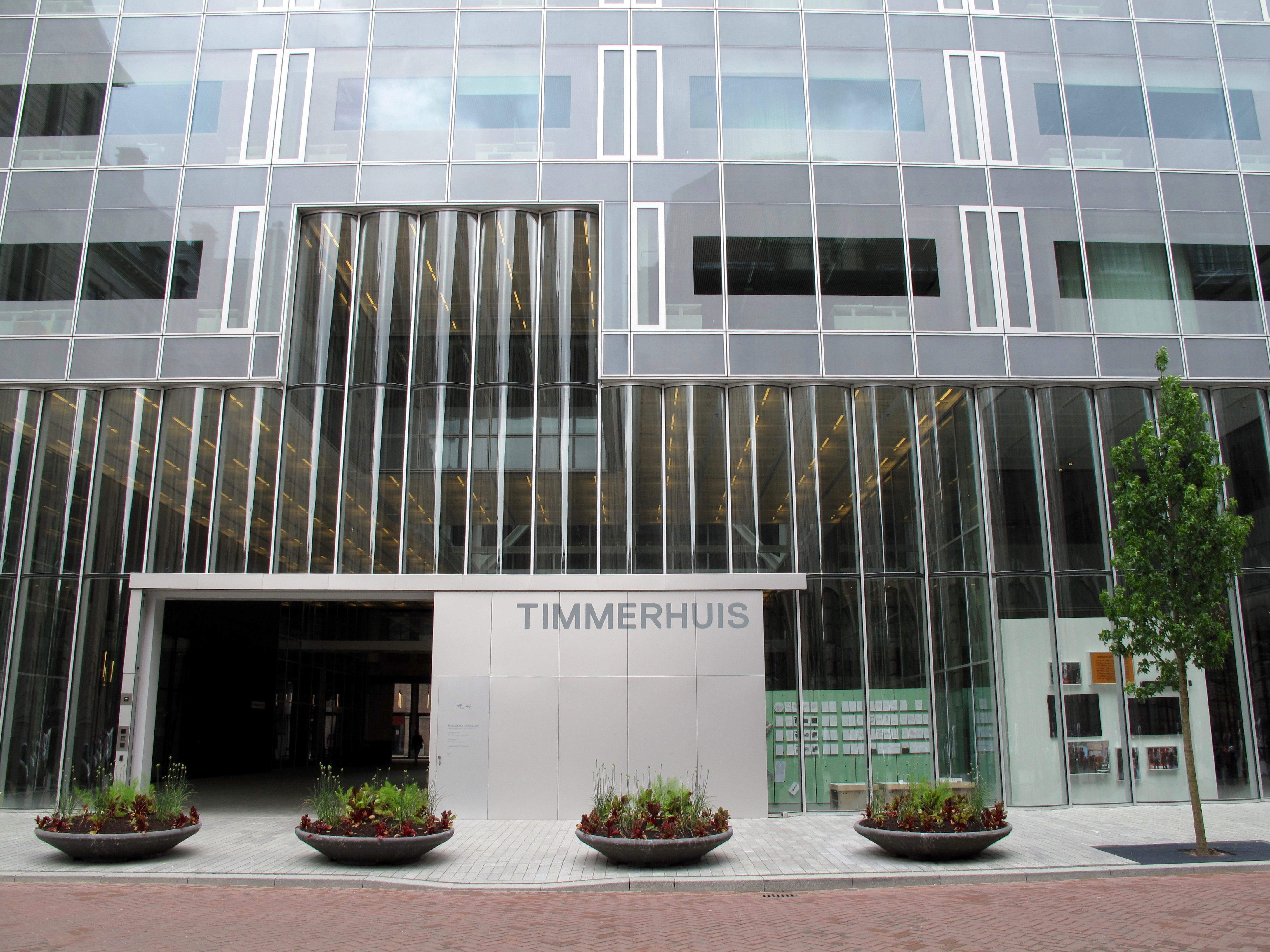
Gevel aan Rodezand met toegang tot de Halvemaanpassage
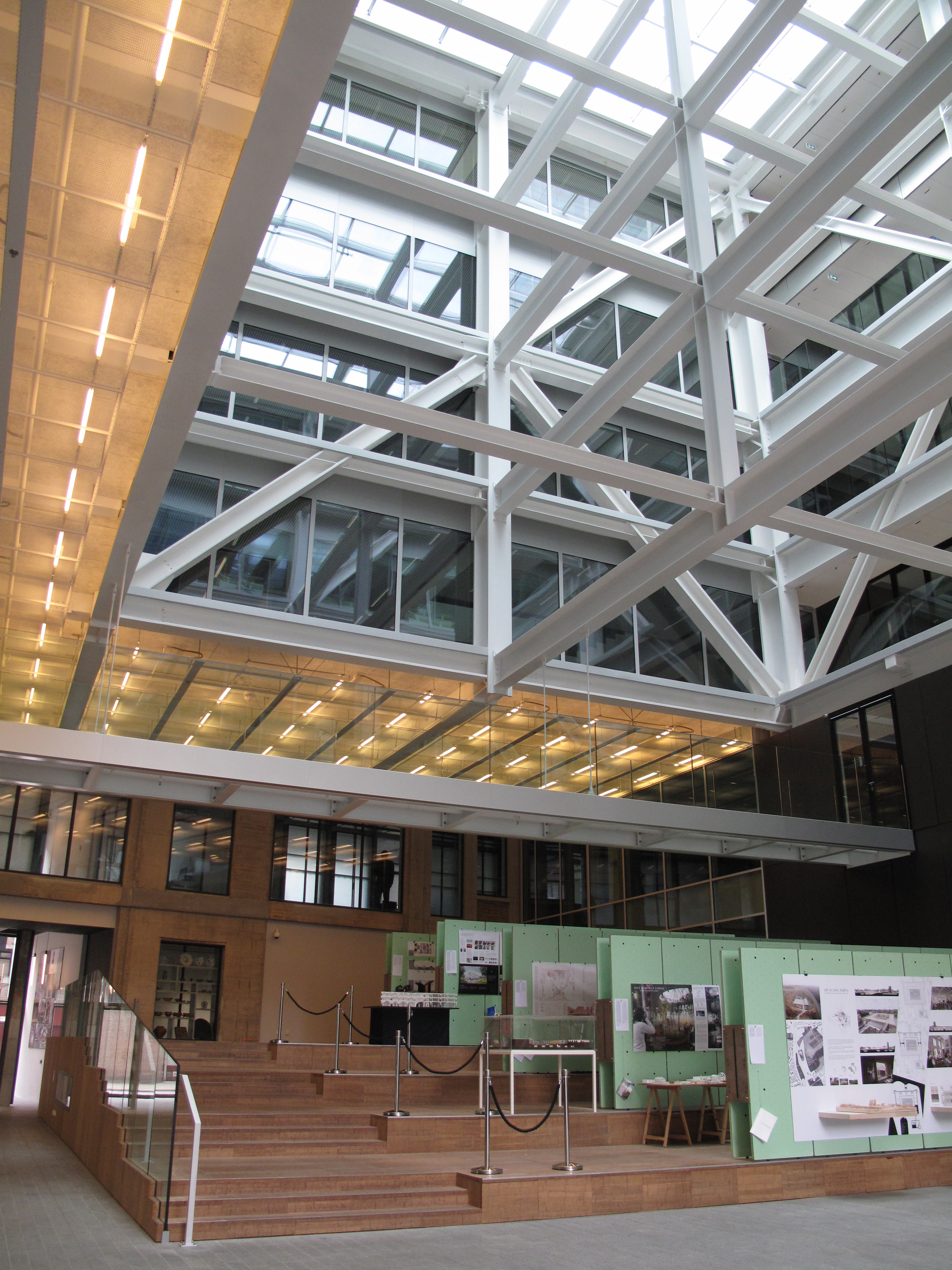
Atrium / publieke passage met staalconstructie tussen beide torens
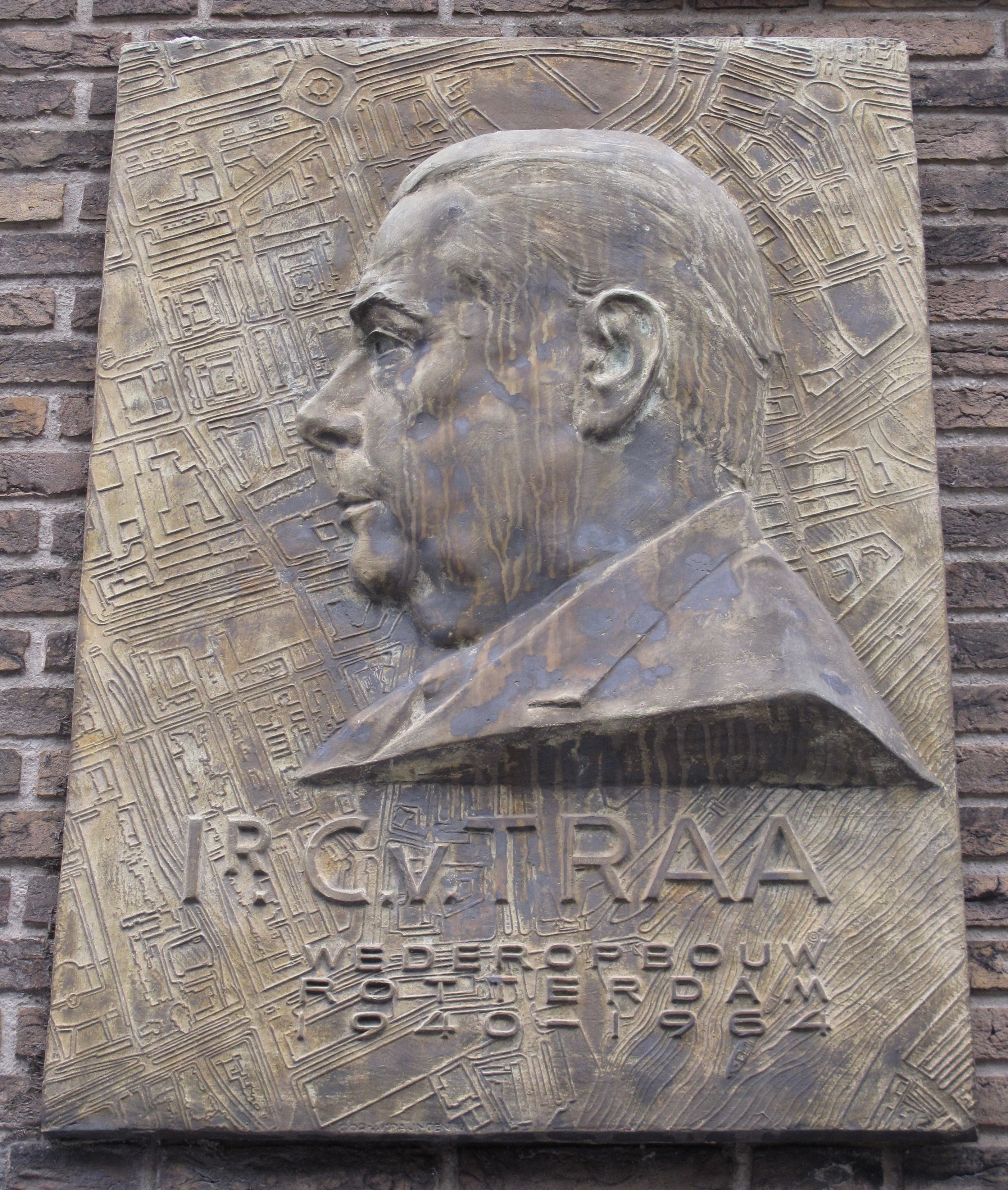
Plaquette ter ere van ir. Cornelis van Traa
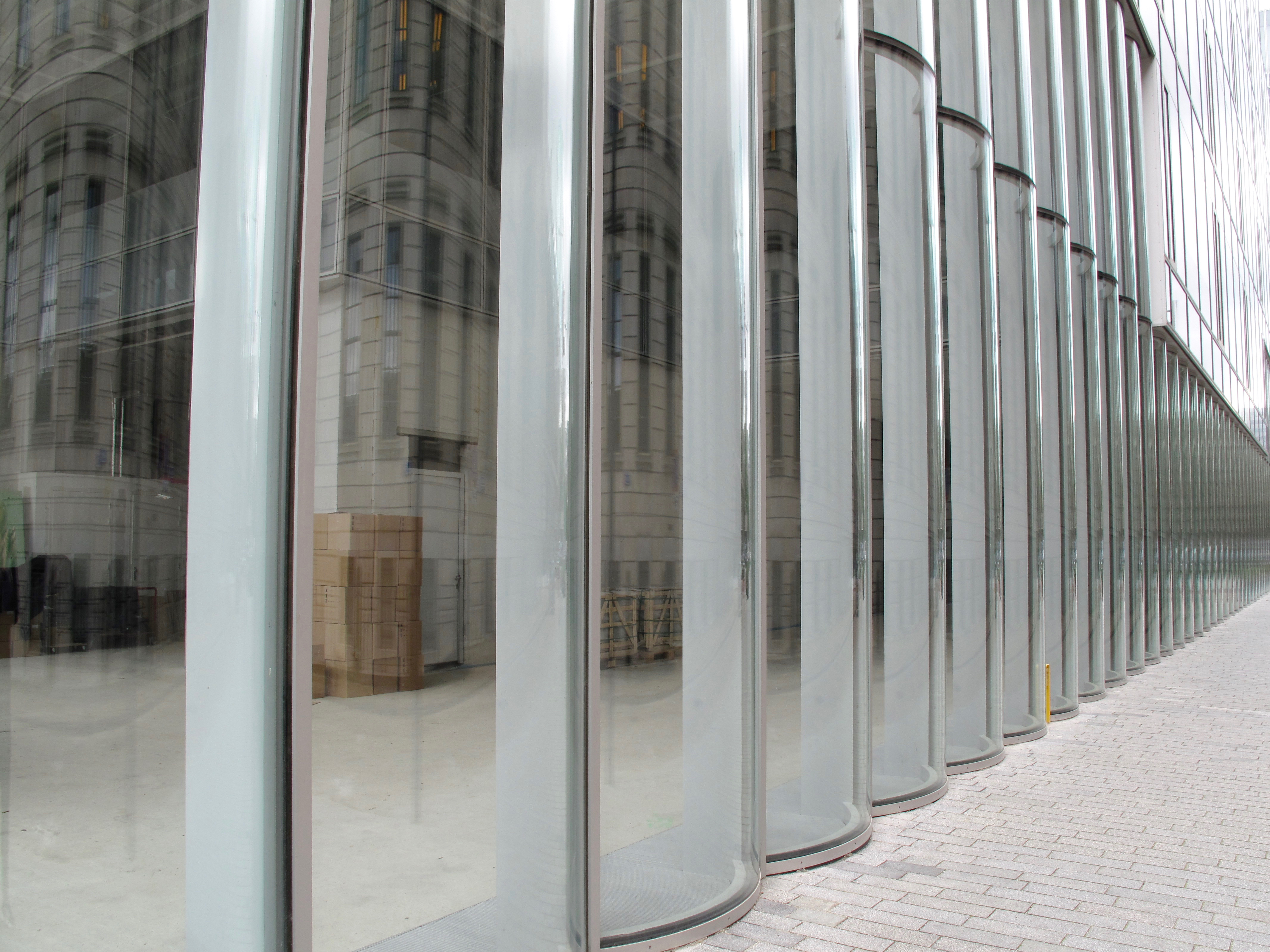
Detail van gevel met gebogen glas